# Castillo de San Fernando (Figueras)
El castillo de San Fernando está situado sobre una colina en el término de Figueras (provincia de Gerona, Cataluña, España), al final de la Subida del Castillo. Es una fortaleza militar de grandes dimensiones, construida en el siglo XVIII bajo las órdenes de varios ingenieros militares, entre los que destacan Juan Martín Cermeño y su hijo Pedro Martín-Paredes Cermeño. Es el monumento de mayores dimensiones de Cataluña. Es Bien de Interés Cultural desde 1988.

## Historia
Con el comienzo de las negociaciones del Tratado de los Pirineos, el Fuerte de Bellegarde en Le Perthus pasó a manos de Francia. Para sustituir el baluarte y poder frenar posibles invasiones, se decidió construir una fortaleza en la colina de Figueras, de donde hubo que trasladar el convento de San Roque de frailes capuchinos. La primera piedra fue colocada el 13 de diciembre de 1753. El nombre de Castillo de San Fernando le fue dado en honor del rey de España Fernando VI.
Fue la última fortaleza ocupada por los franceses durante la guerra de la Independencia Española, siendo entregada el 4 de junio de 1814.

### Guerra civil española (1936–1939)
Siendo a finales de 1937 uno de los lugares donde se depositó parte de la pinacoteca del Prado (véase: Las cajas del Prado) durante su exilio. El 1 de febrero de 1939, en medio de la riada de refugiados que se dirigían a Francia, se reunieron en las caballerizas del castillo de San Fernando las últimas Cortes de la República. Asistieron 62 diputados, y en ellas dio su último discurso el presidente del gobierno, Juan Negrín.
El 8 de febrero de 1939, los republicanos proceden a la voladura del castillo. El destrozo fue el siguiente:

Desaparición de la cortina entre los baluartes de San Dalmacio y San Narciso.

    Desaparición de la monumental puerta de entrada al castillo.
   Desaparición de parte de los baluartes de San Dalmacio y San Narciso.
   Desaparición del almacén de pólvora de San Narciso.
   Desaparición de la parte sur de los edificios del arsenal y la panadería.
   Desaparición de la cuadras situadas entre los baluartes de Santiago y Santa Tecla y los alojamientos situados en el piso superior.
   Desaparición del edificio del hospital, que estaba inconcluso.

    Conmoción general en toda la parte este del castillo, en especial de los terraplenes situados sobre las casamatas de alojamiento.

Desde entonces el castillo ha sufrido una serie de reformas y restauraciones.

### Dictadura franquista (1939-1975)
Desde mayo de 1940 hasta diciembre de 1942, el régimen de Franco utilizó las instalaciones del castillo como campo de concentración de prisioneros republicanos procedentes de Francia. Por allí pasarían miles de internados, muchos de ellos solo por un día, para ser finalmente distribuidos a otros campos.

## Arquitectura
Ocupa una superficie de 32 hectáreas dentro de un perímetro de 3.125 m, y en las cisternas situadas bajo el patio de armas caben 9 millones de litros de agua. El Castillo de San Fernando, que tenía una capacidad para 4.000 hombres, es un elemento patrimonial de primer orden, el monumento de mayores dimensiones de Cataluña y la fortaleza más grande del siglo XVIII con baluartes de Europa.
En julio de 1996 fue abierto al público de manera regular con un servicio de visitas guiadas que muestran las características de la fortaleza. Por sus enormes dimensiones, por las sofisticadas técnicas constructivas dentro de la ingeniería militar de la época, y por su excelente estado de conservación, la visita al castillo de San Fernando constituye una experiencia magnífica.

## Elementos destacados
En el castillo destacan:
- Las obras defensivas interiores, de planta rectangular, formadas por 6 baluartes de diferentes tamaños.
- Las obras defensivas exteriores, muy bien conservadas: el foso, con una superficie de 10 ha, 3 hornabeques, 2 contraguardias, 7 revellines y 5 galerías de contramina.
- El interior del recinto fortificado aloja nueve grandes edificios. Bajo el patio de armas se ubica la reserva de agua potable de la fortaleza donde caben 9 millones de litros de agua.
- Las caballerizas, una impresionante nave donde podían ser alojados 450 caballos.

## Galería de imágenes

Castillo de San Fernando
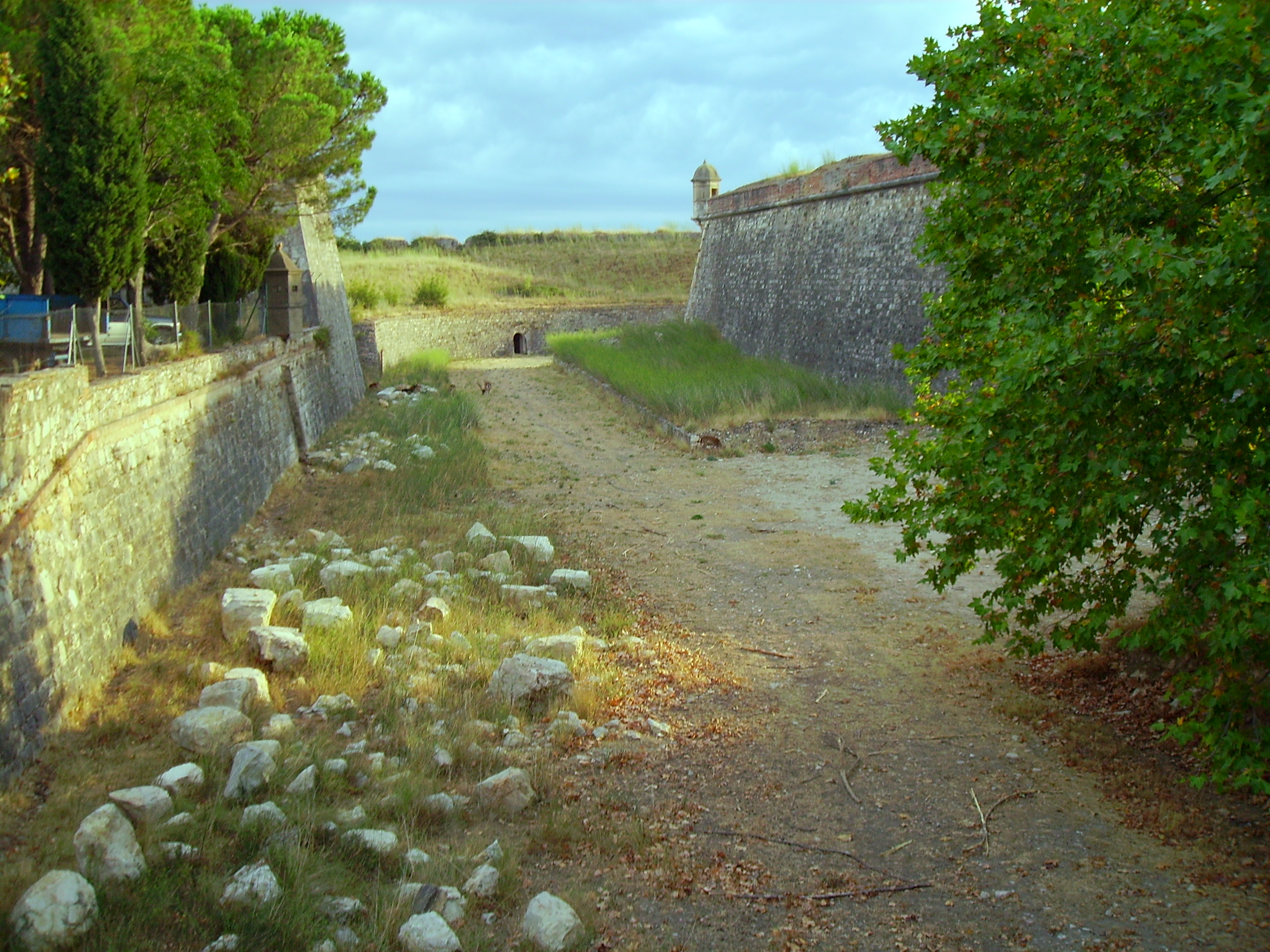
Interior del castillo.
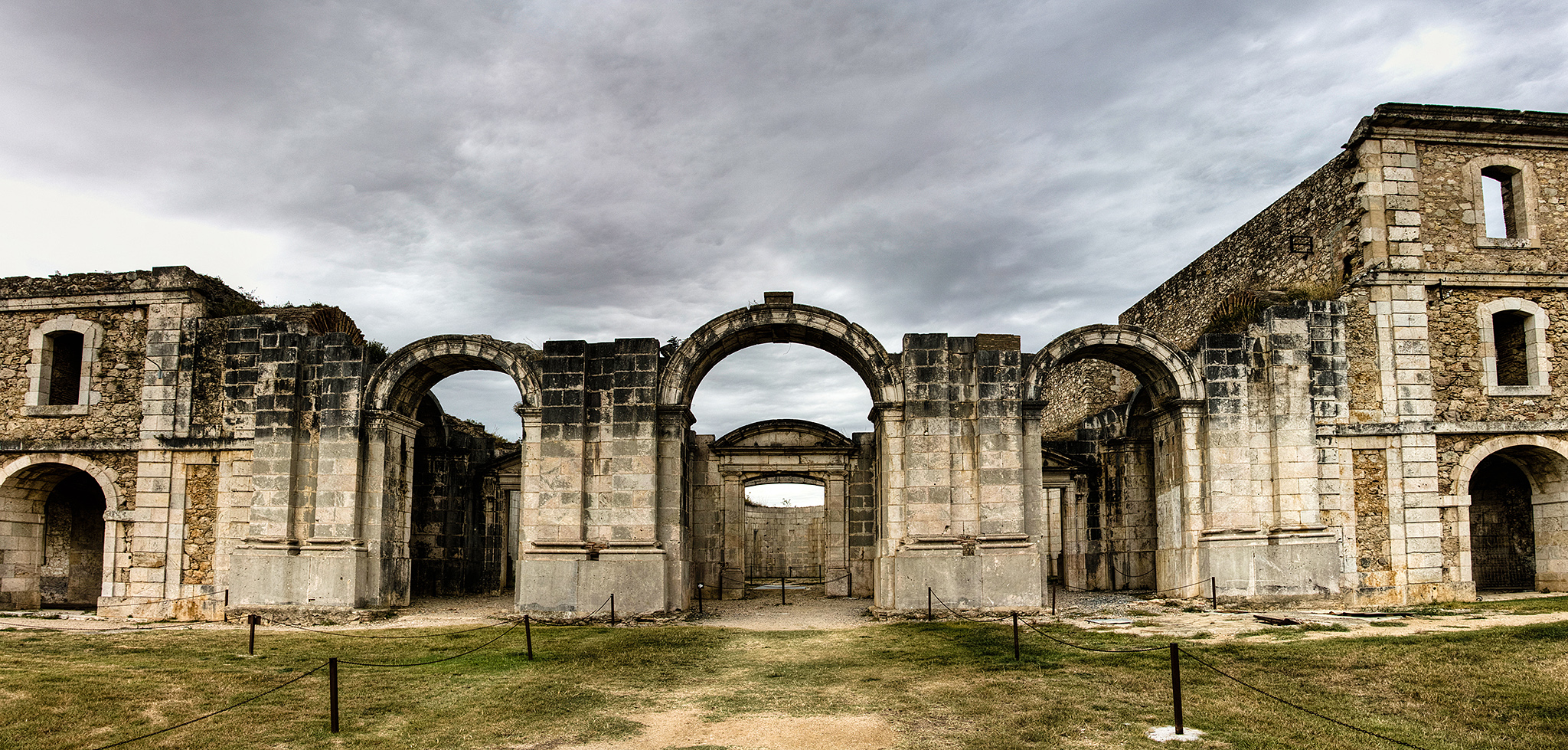
Iglesia inacabada.
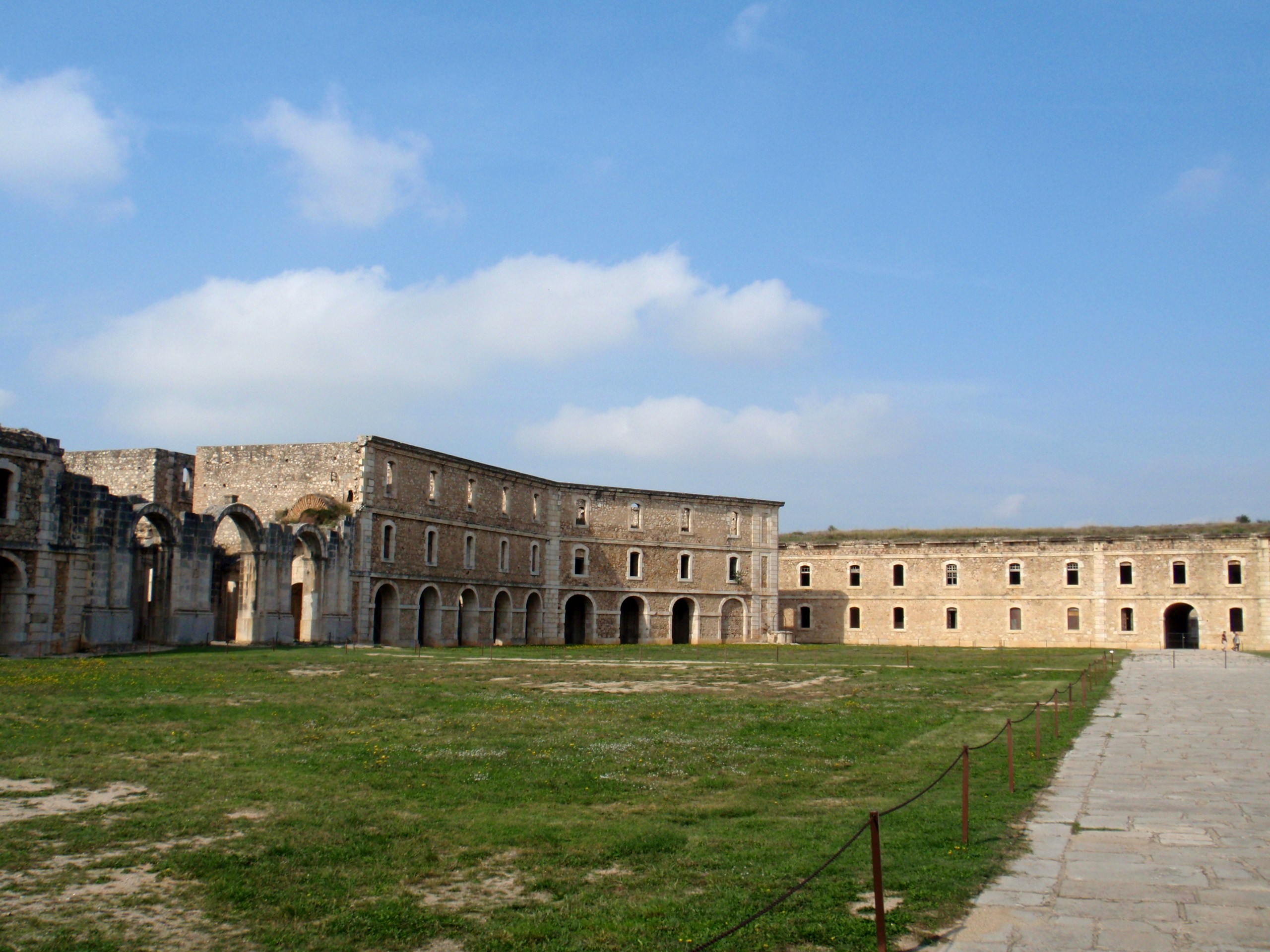
Patio de armas.
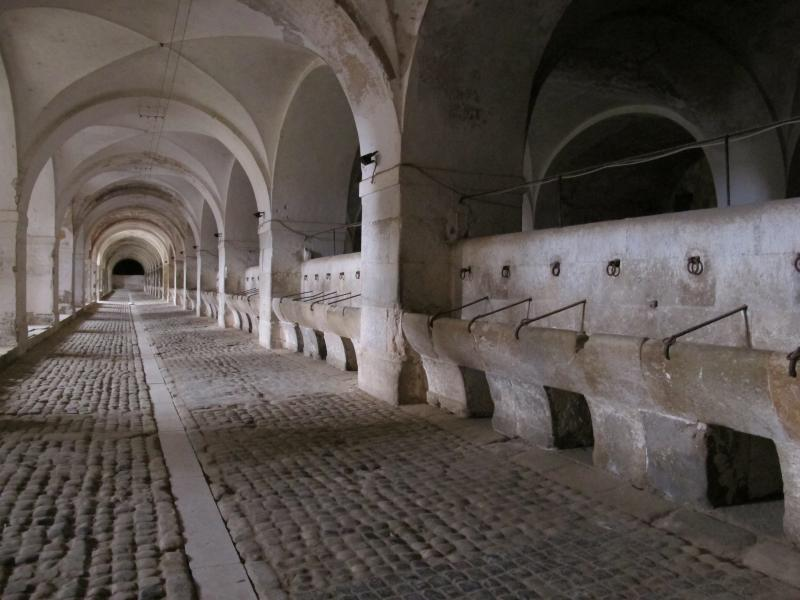
Caballerizas.